# Benjamin Teidi
Benjamin Opeyemi Teidi (ur. 5 maja 1994 w Lagos) – nigeryjski piłkarz występujący na pozycji defensywnego pomocnika w gruzińskim klubie Dinamo Batumi. W swojej karierze grał w FC Gagra, Guria Lanczchuti, Algeti Marneuli, Imereti Choni, Merani Martwili oraz FK Liepāja.

## Sukcesy

### Klubowe
Dinamo Batumi
- Mistrzostwo Gruzji: 2021
- Wicemistrzostwo Gruzji: 2019, 2020
- Zdobywca Superpucharu Gruzji: 2022